# Philothermus microphtalmum
Philothermus microphtalmum is een keversoort uit de familie dwerghoutkevers (Cerylonidae). De wetenschappelijke naam van de soort werd in 1974 gepubliceerd door Roger Dajoz.